# 班吉种姓
班吉种姓是印度教社会中的贱民，他們歷史上只限於三種職業：清潔廁所，掃地，和清除（有時涉及處理屍體）。他们把糞便放在头顶运走，印度独立后，立法禁止使用不能冲水的厕所，但很多地方也不遵守。

## 与其他种姓的关系
在贱民中他们地位最低，是印度教圣人规定的，多比（洗衣）与恰马尔（皮革匠）也比他们高，被認為是賤民中的賤民。儘管大多數的班吉是虔誠的印度教徒，一些班吉已轉換為其他宗教企圖逃脫社會恥辱(多数是佛教)。然而，這樣的嘗試不太容易對他們的社會經濟狀況帶來任何積極的重大影響(有的時候仍被视為賤民)。